# Polstjärnan (bostadsområde)

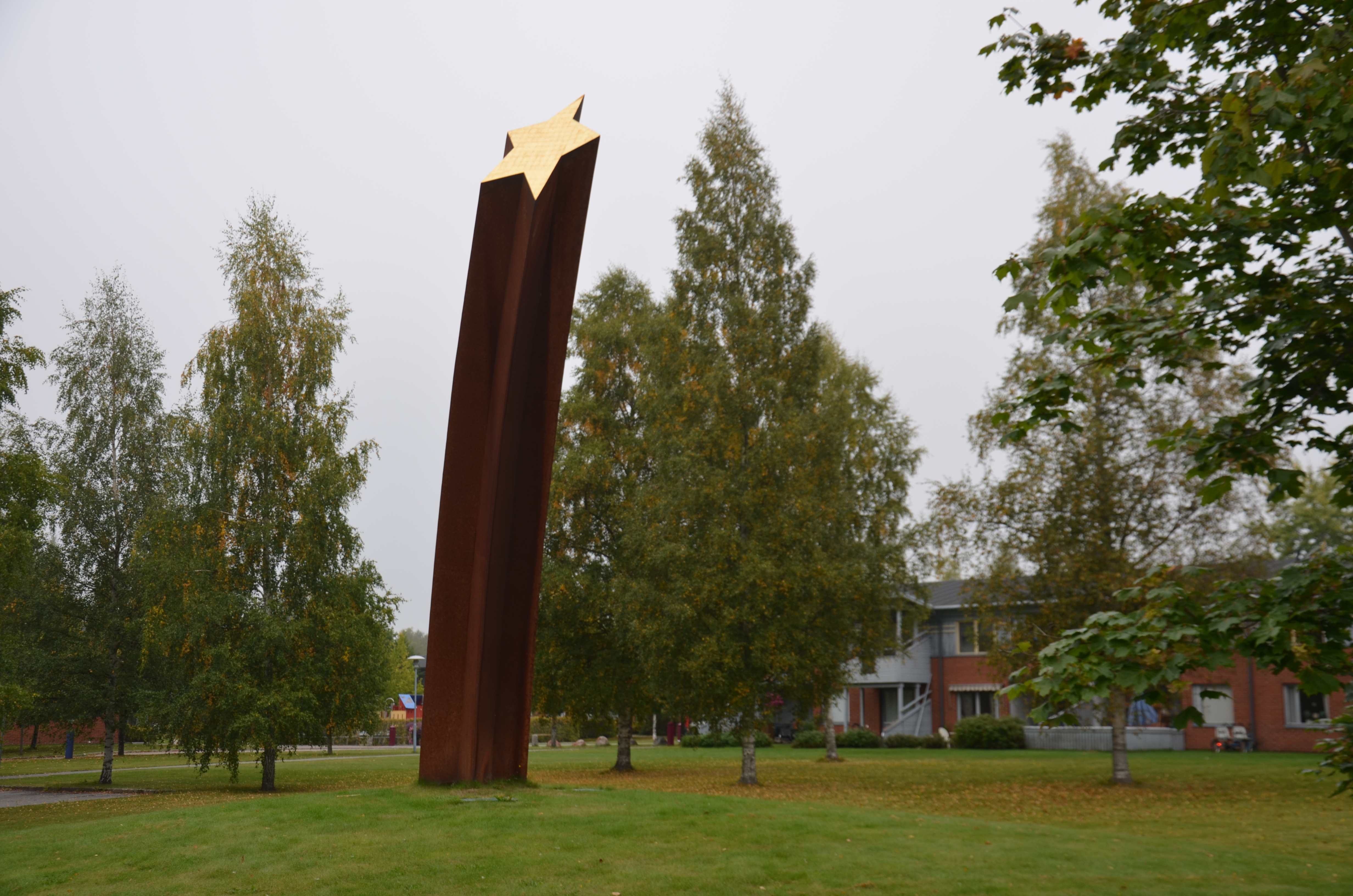
Polstjärnan av Lenny Clarhäll

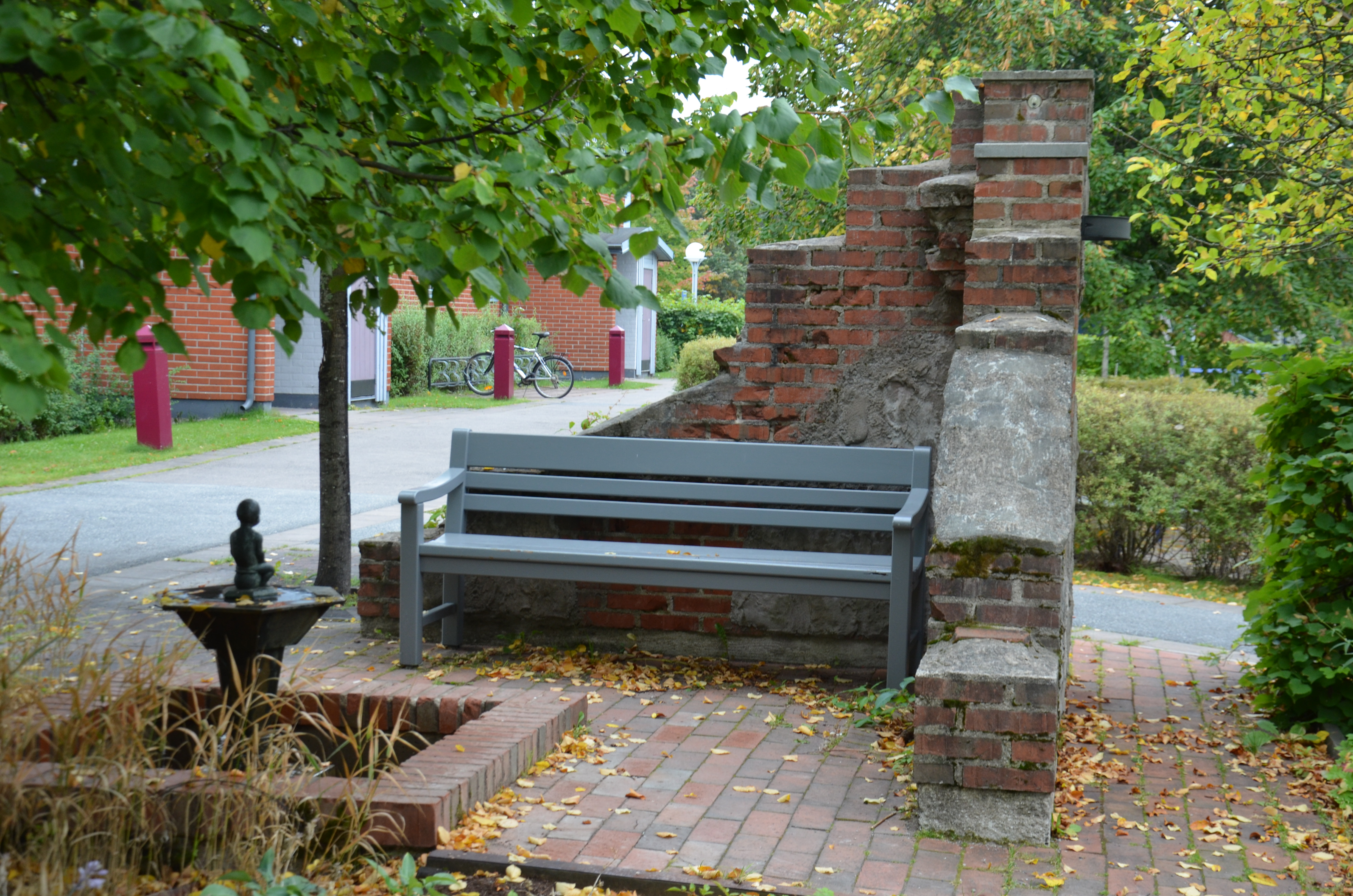
Gångväg genom området med Anna Molanders Kerub

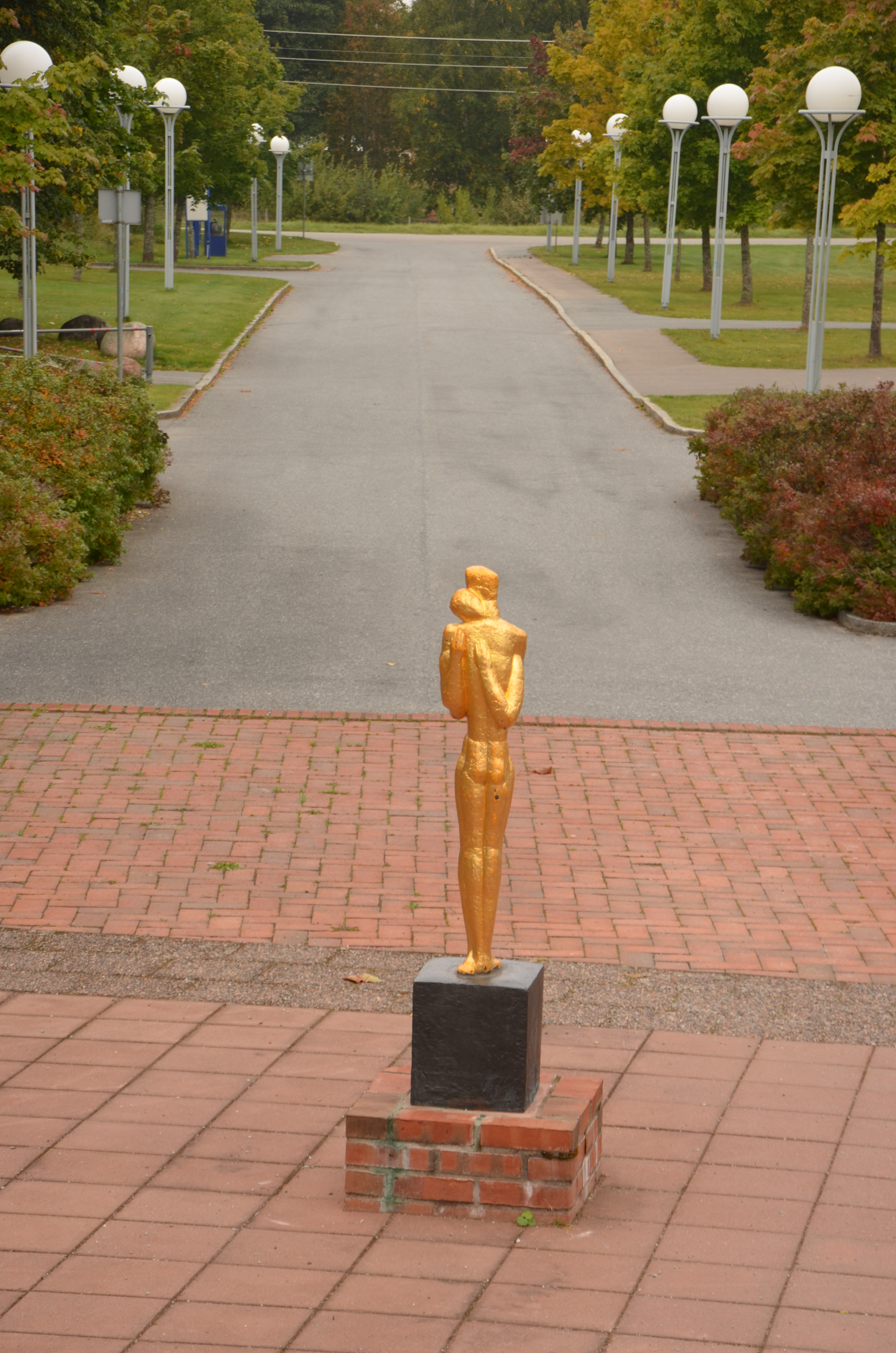
Uppfart till området med Liss Erikssons Duo i förgrunden

Polstjärnan är ett bostadsområde med en skulpturpark i Hällefors i Västmanland.
Bostadsområdet Diakonen byggdes 1970-71 och genomgick en ombyggnad 1997. I samband med denna gjordes en omfattande landskapsgestaltning och genomfördes en ambitiös konstnärlig utsmyckning av bostadsområdet på temat "Universum och Människan". Bostadsområdet, som har knappt ett hundra lägenheter, bytte i samband med detta namn till Polstjärnan.

## Skulpturer i Polstjärnan
- Duo, brons, av Liss Eriksson
- Polstjärnan, cortenstål, av Lenny Clarhäll
- Hästhuvud (detalj av Ådalenmonumentet), brons, av Lenny Clarhäll
- Drake, av Ann-Sofi Färedal
- Snigel, betong, av Ann-Sofi Färedal
- Tecken, 1997, målad keramik på husvägg av Margareta Hennix
- Kometen, 1997, målad keramik på husvägg av Margareta Hennix
- Ikaros vinge, keramik, 1976, av Hertha Hillfon
- Sökaren, keramik, av Hertha Hillfon
- Blomman, keramik, av Hertha Hillfon
- Duvan, keramik, av Hertha Hillfon
- Solgudinnan, keramik, av Hertha Hillfon
- Bysantinsk ängel av Lisa Larson
- Mesopotamisk ängel av Lisa Larson
- Universum av Christopher Garney
- Kerub, brons, av Anna Molander
- Katt, brons, av Aline Magnusson
- Meditation, brons, av Peter Linde
- SABO:s nationella miljöpris 1999, ett äpple i keramik av Gösta Grähs

## Bildgalleri

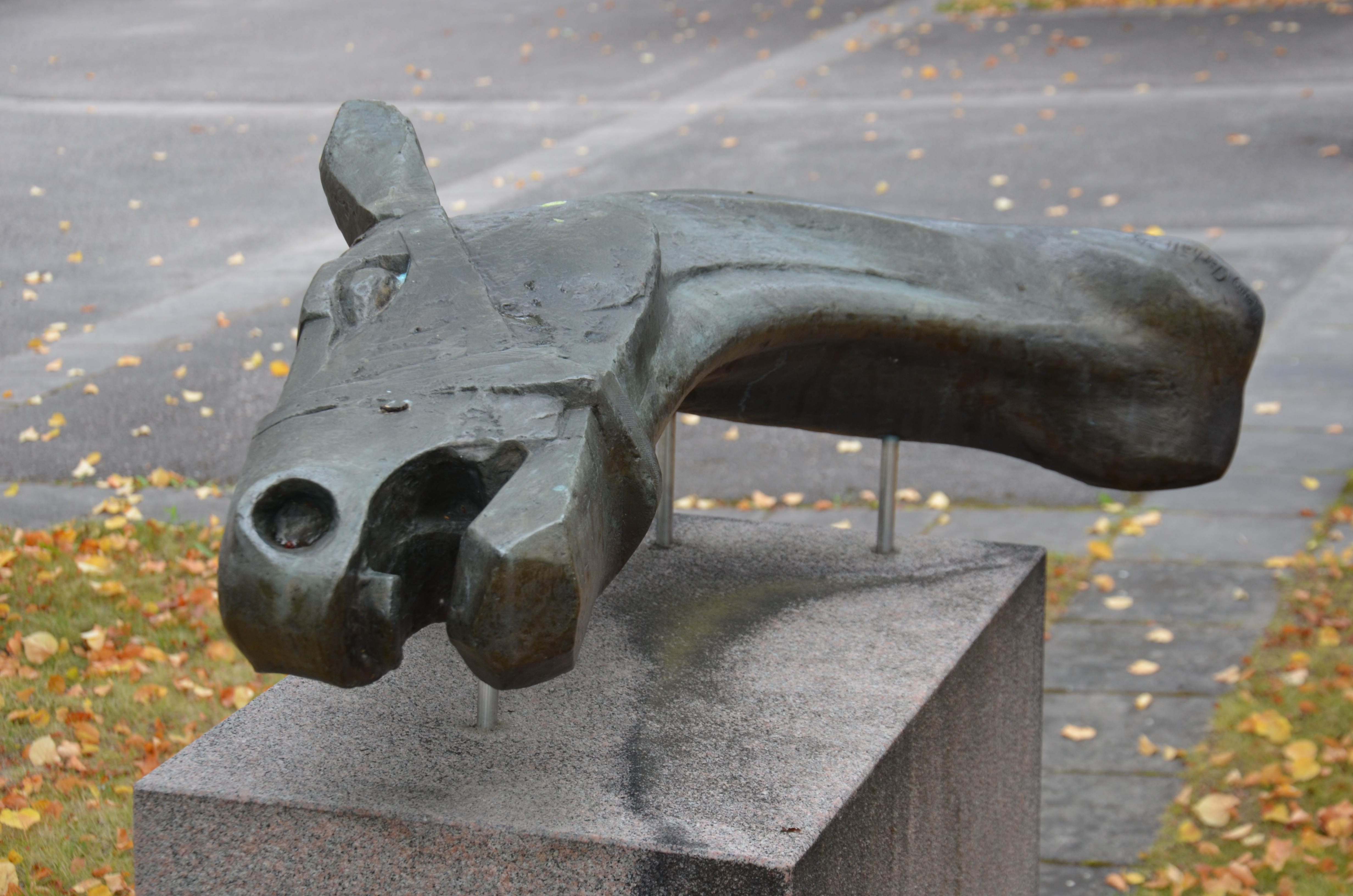
Hästhuvud av Lenny Clarhäll
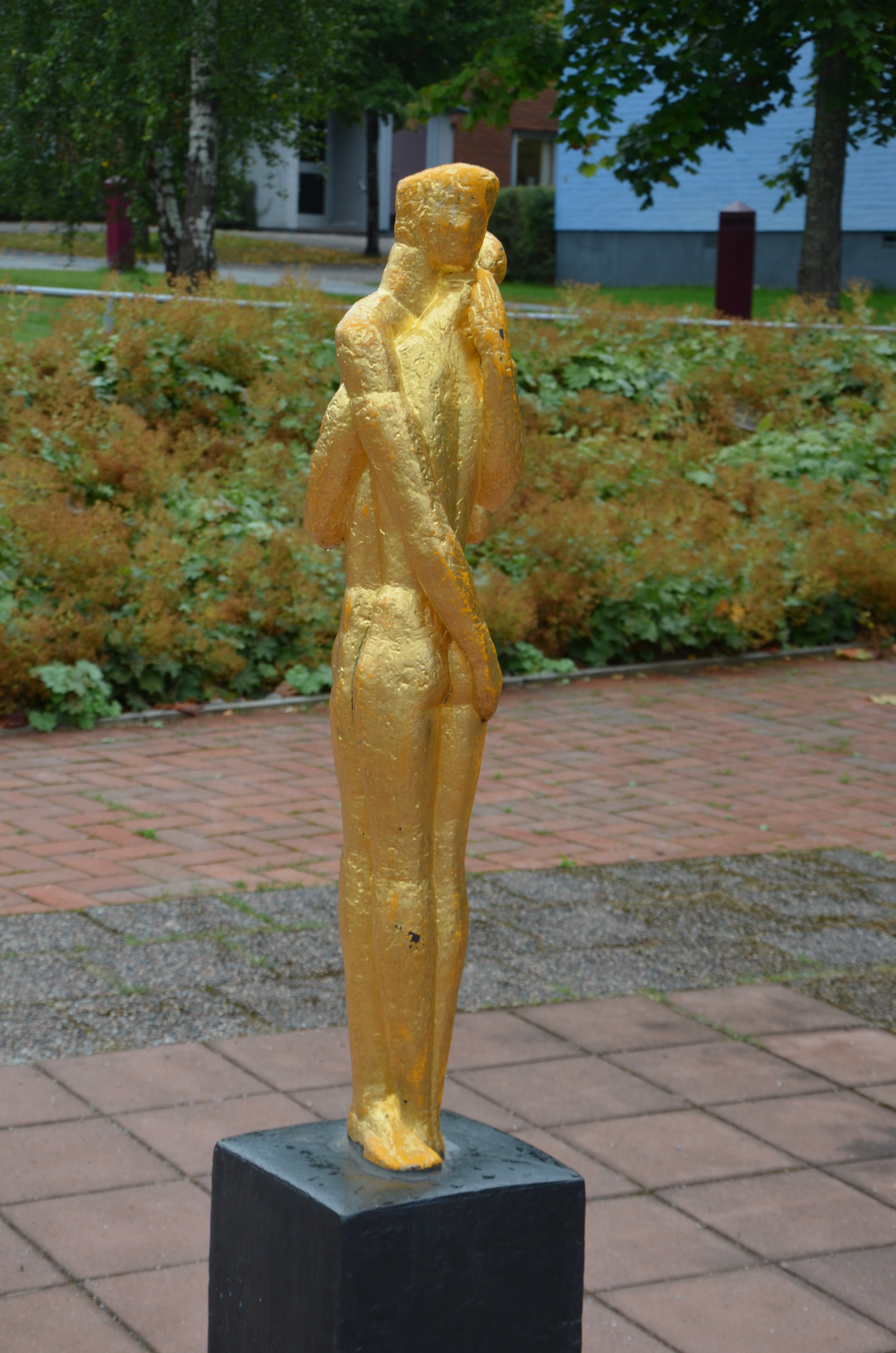
Duo av Liss Eriksson
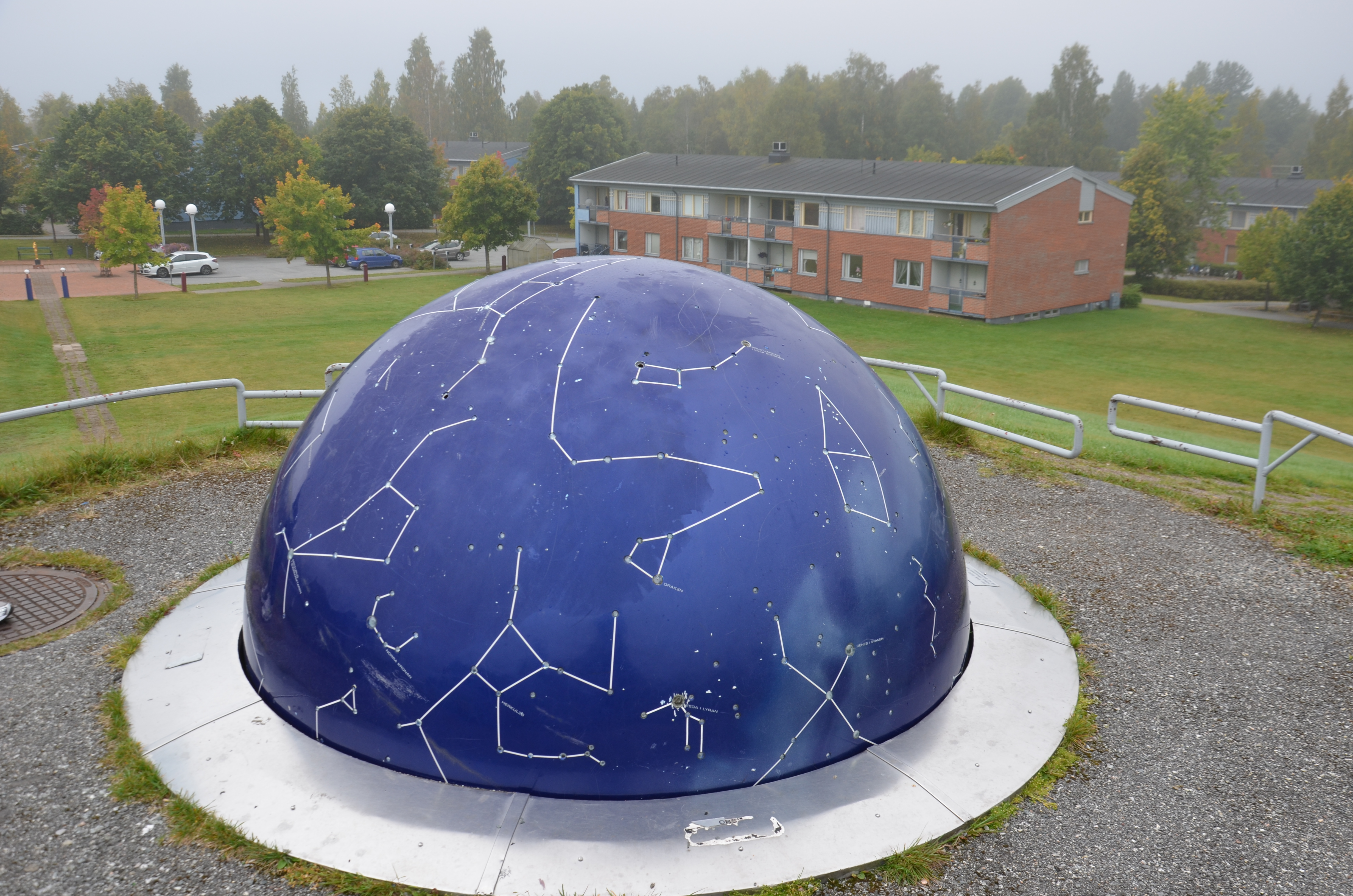
Universum av Christopher Garney
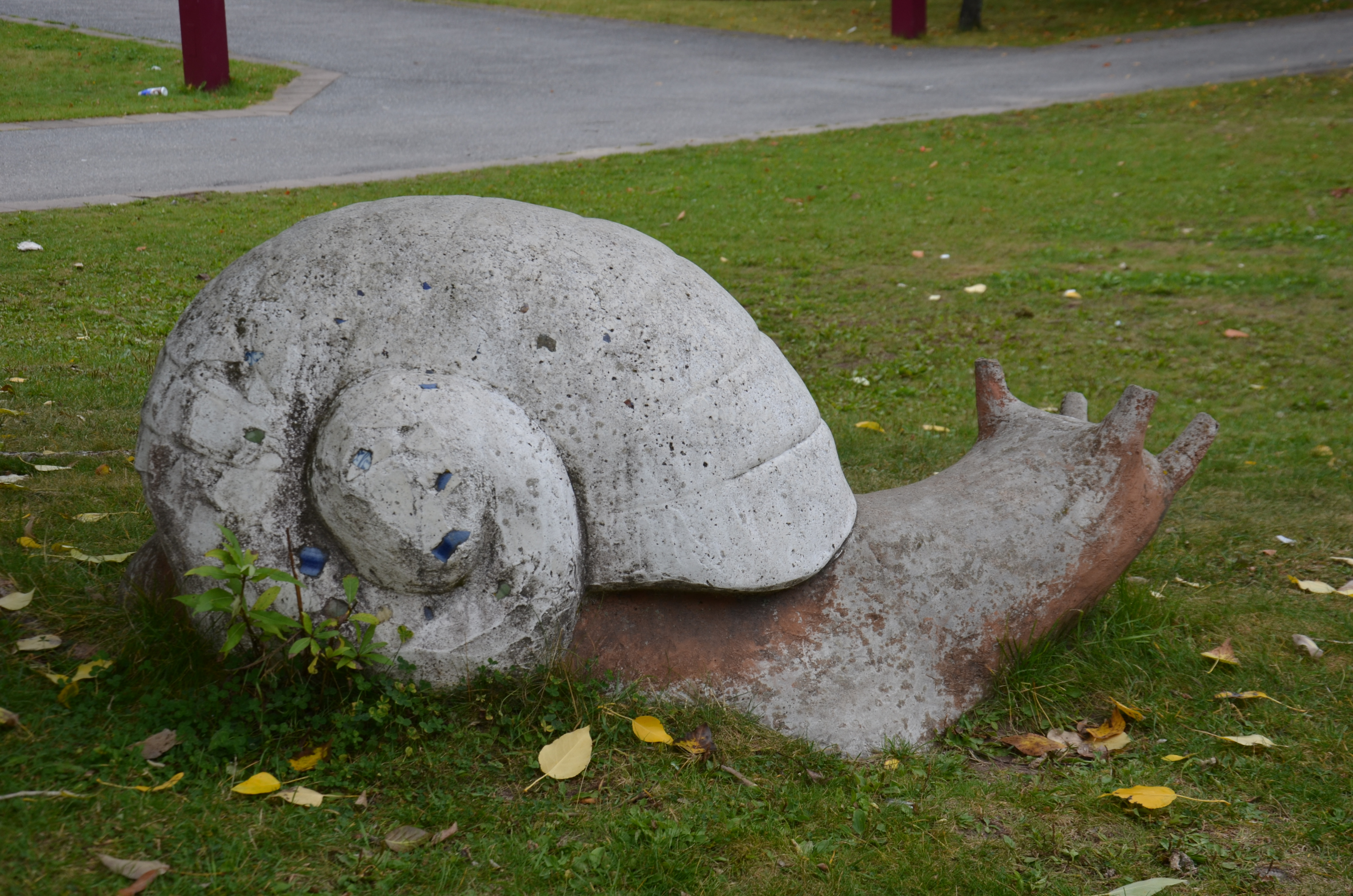
Snigel av Ann-Sofi Färedal
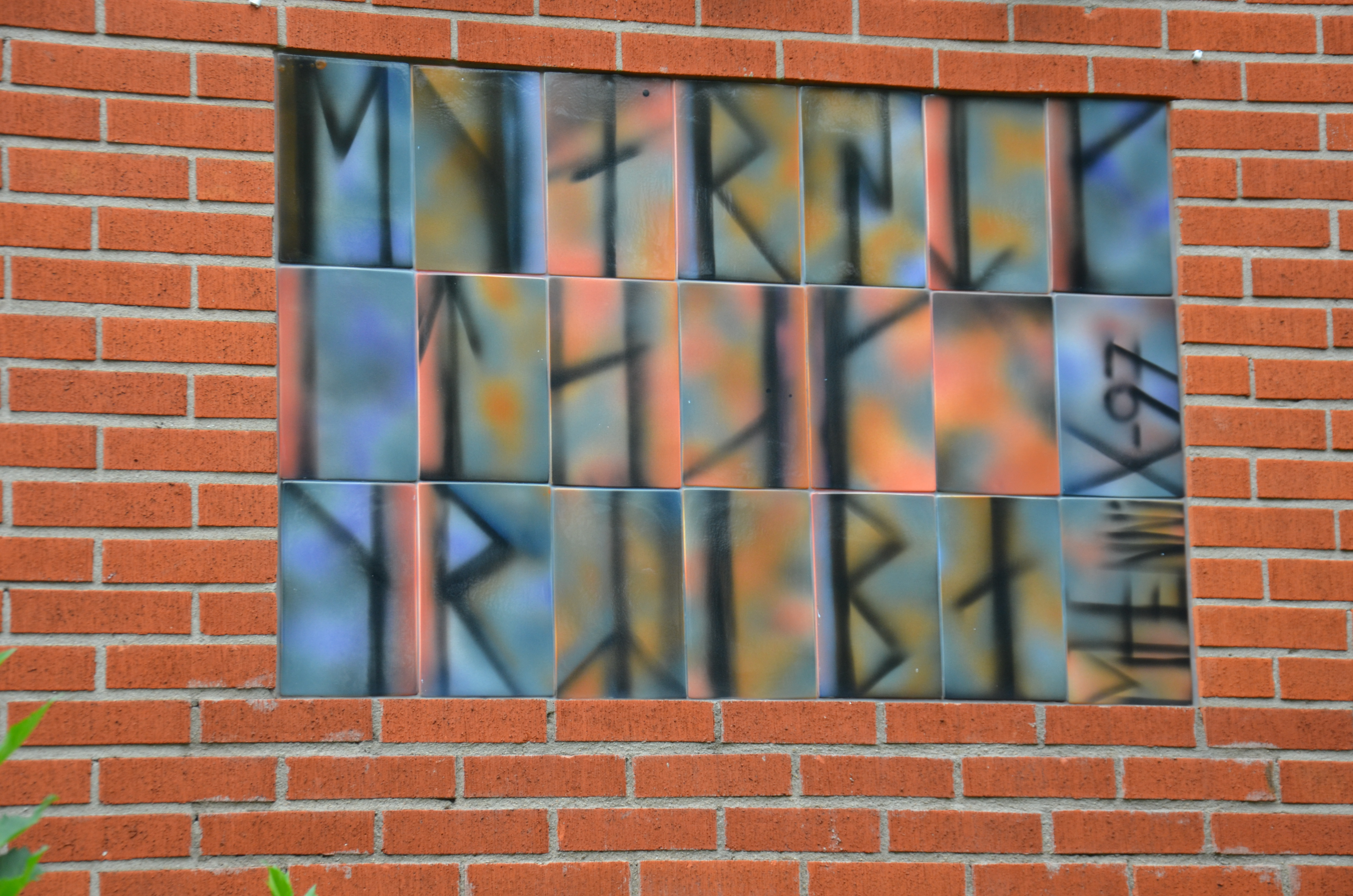
Tecken av Margareta Hennix
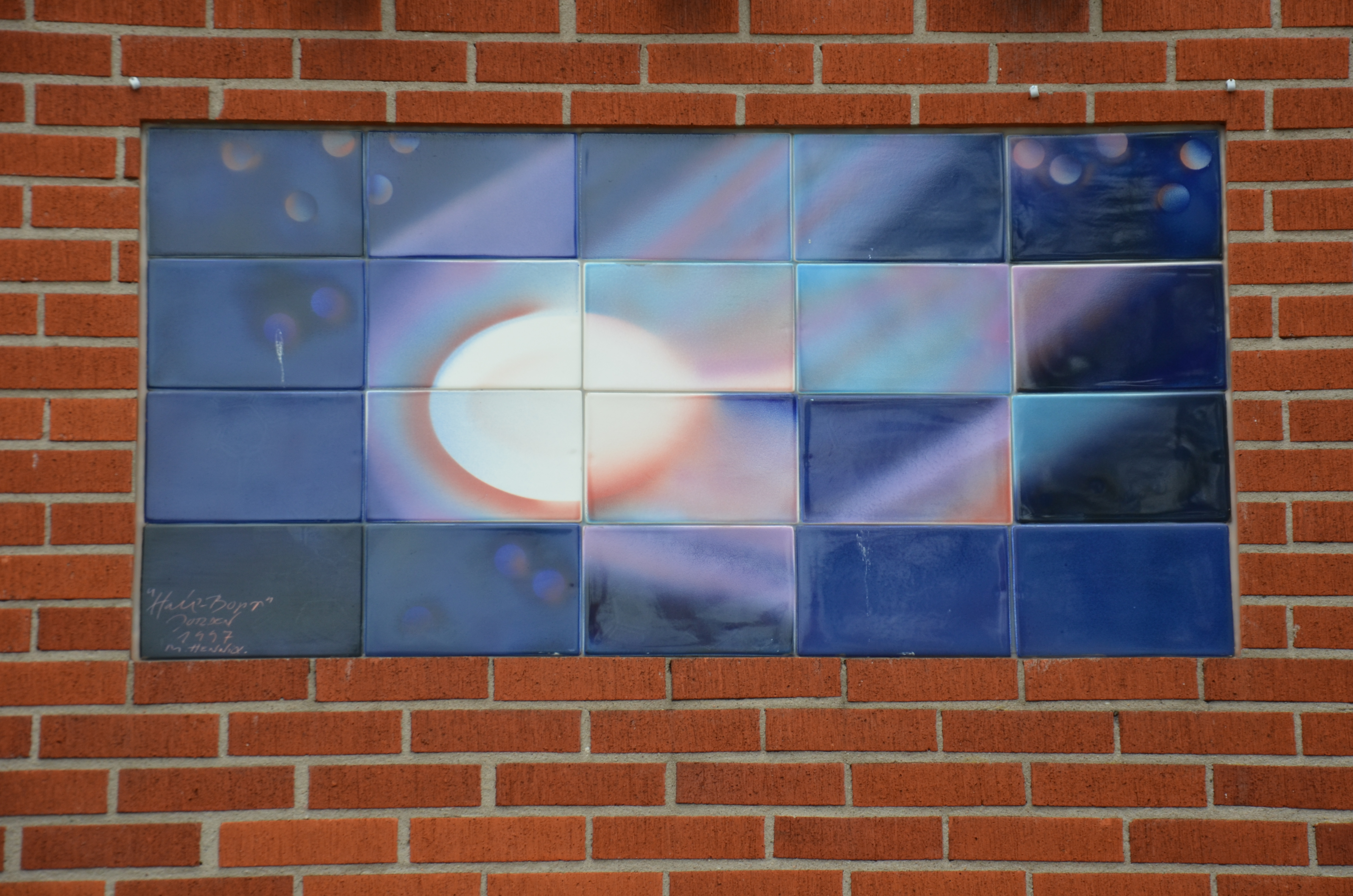
Kometen av Margareta Hennix
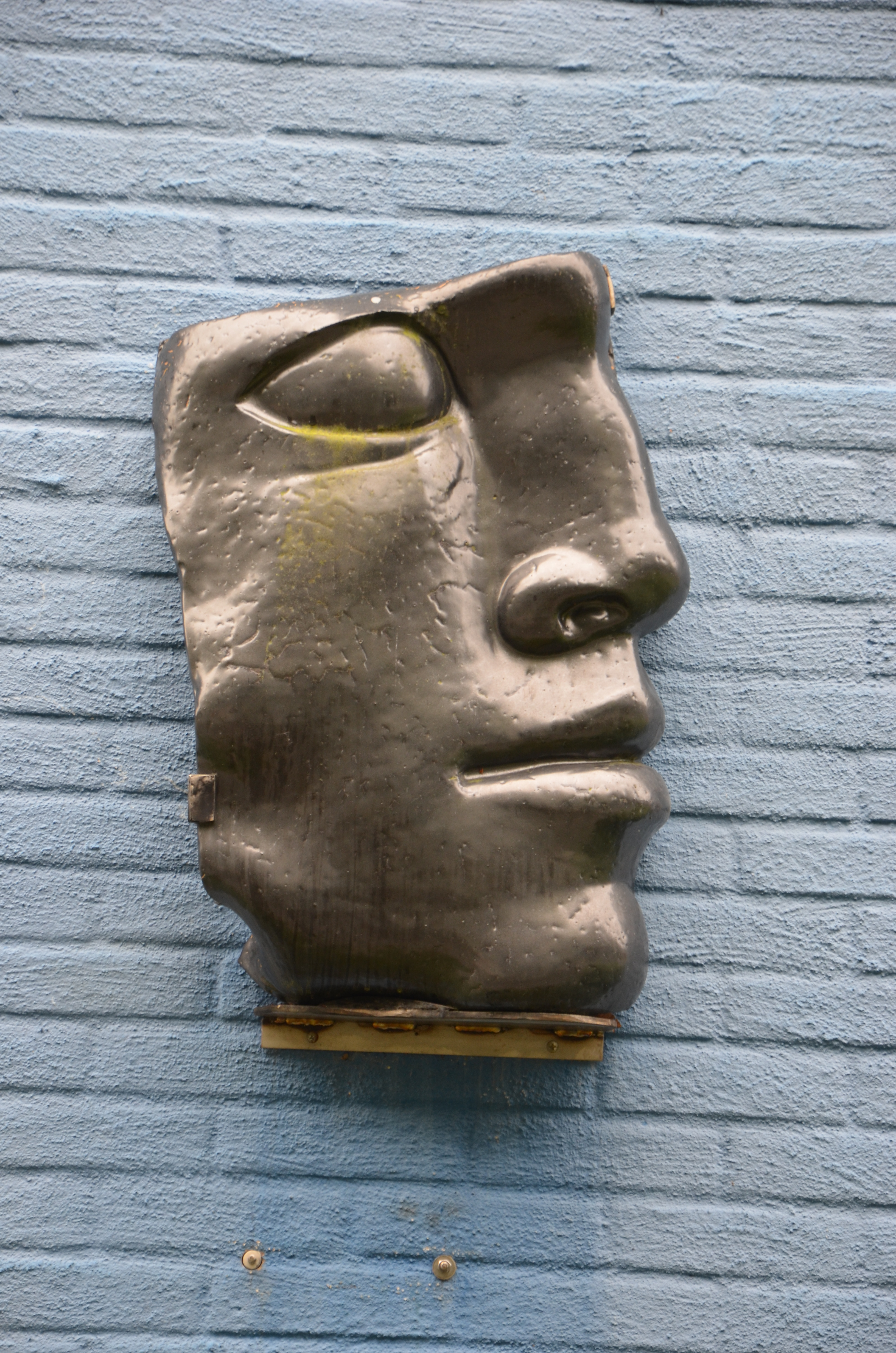
Sökaren av Hertha Hillfon
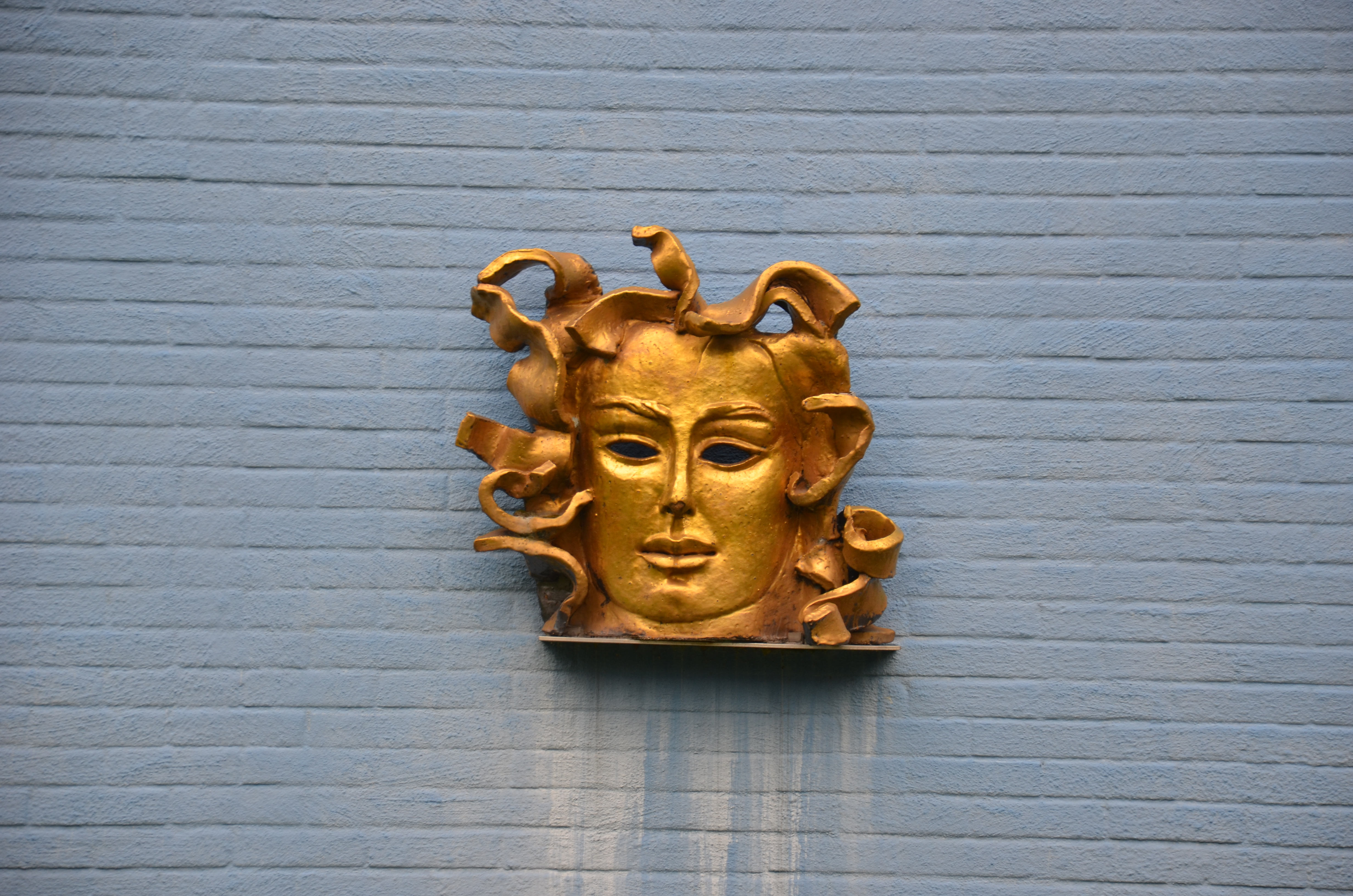
Solgudinnan av Hertha Hillfon
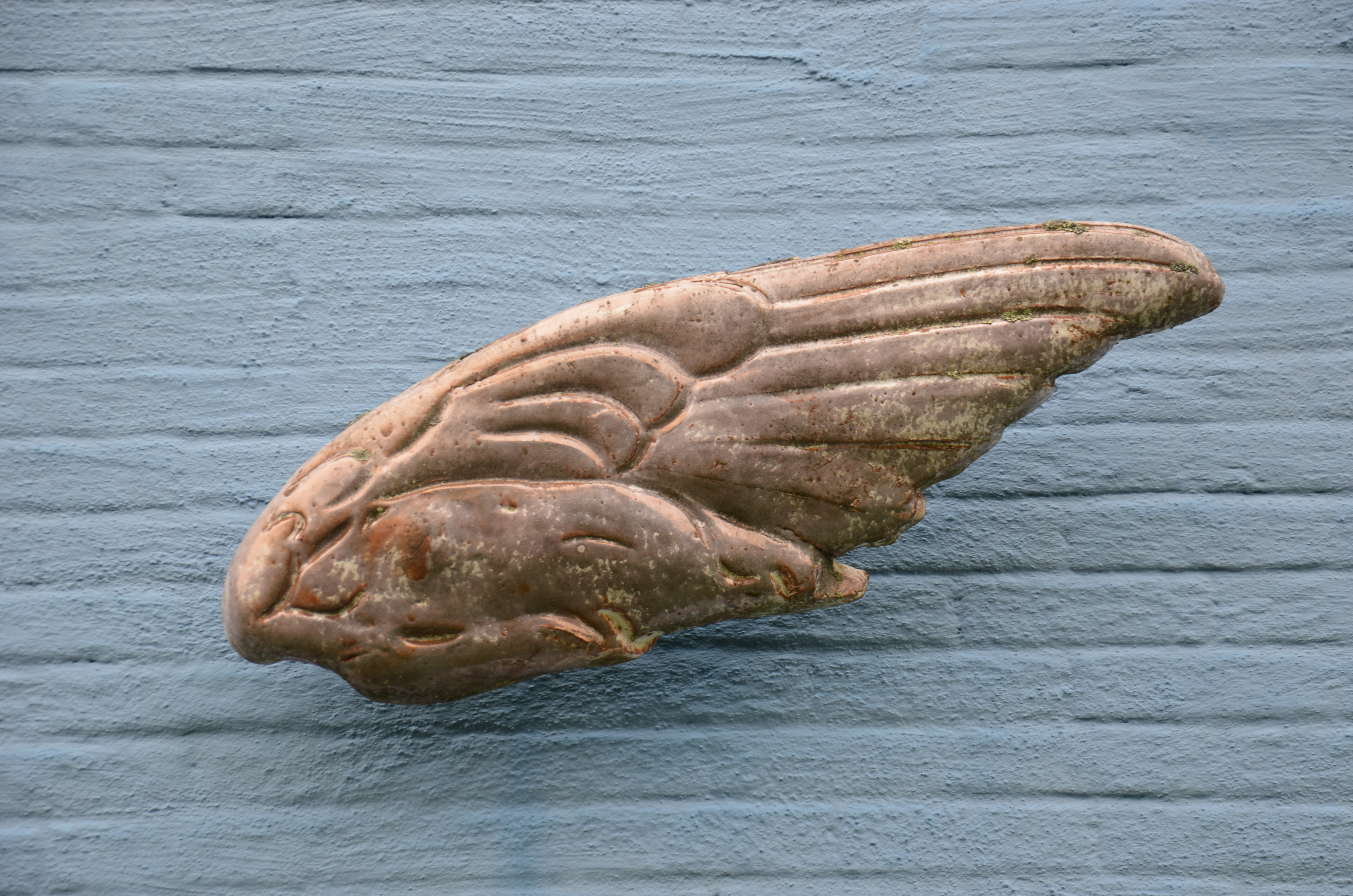
Ikaros vinge av Hertha Hillfon
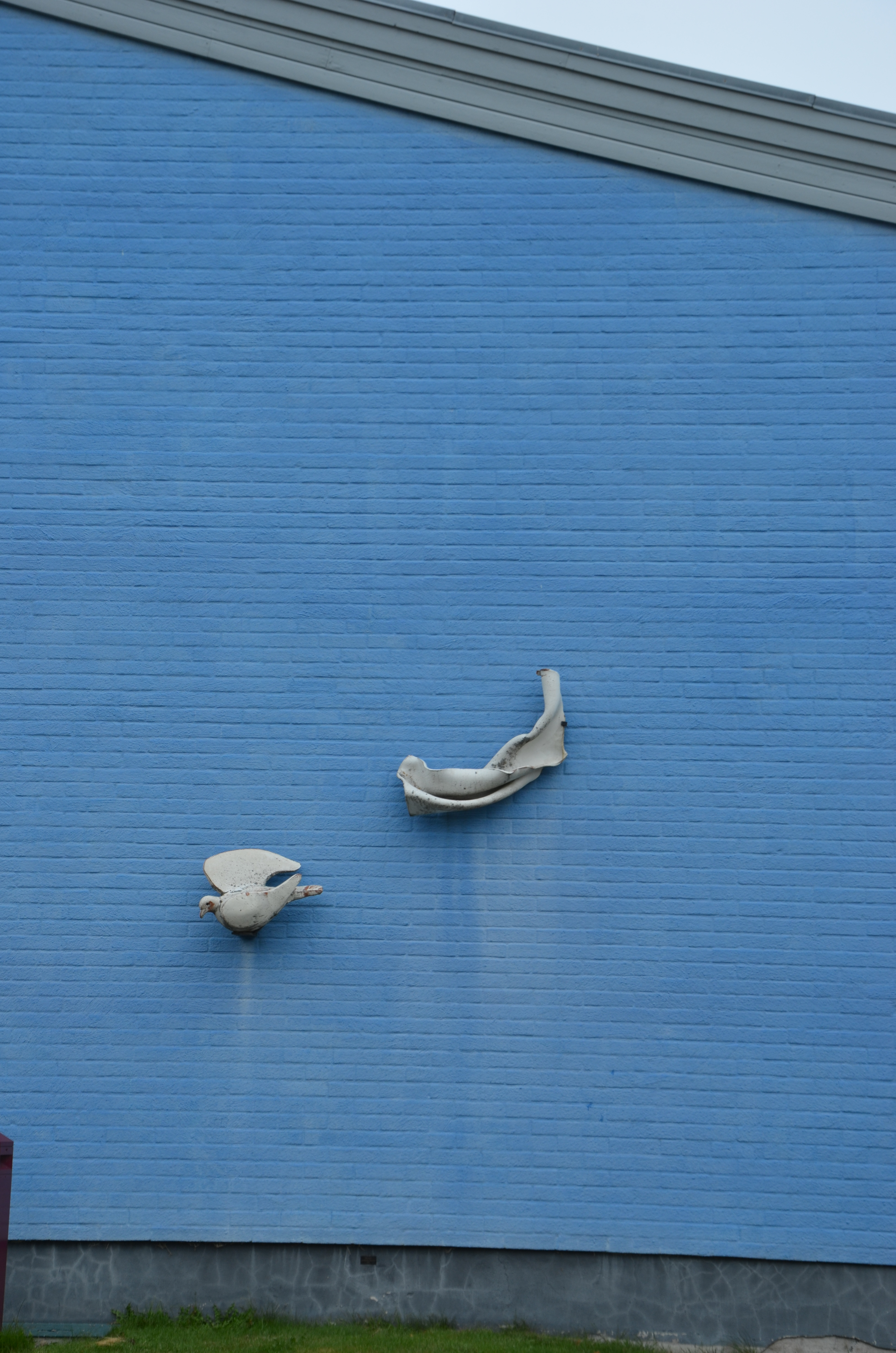
Duvan av Hertha Hillfon
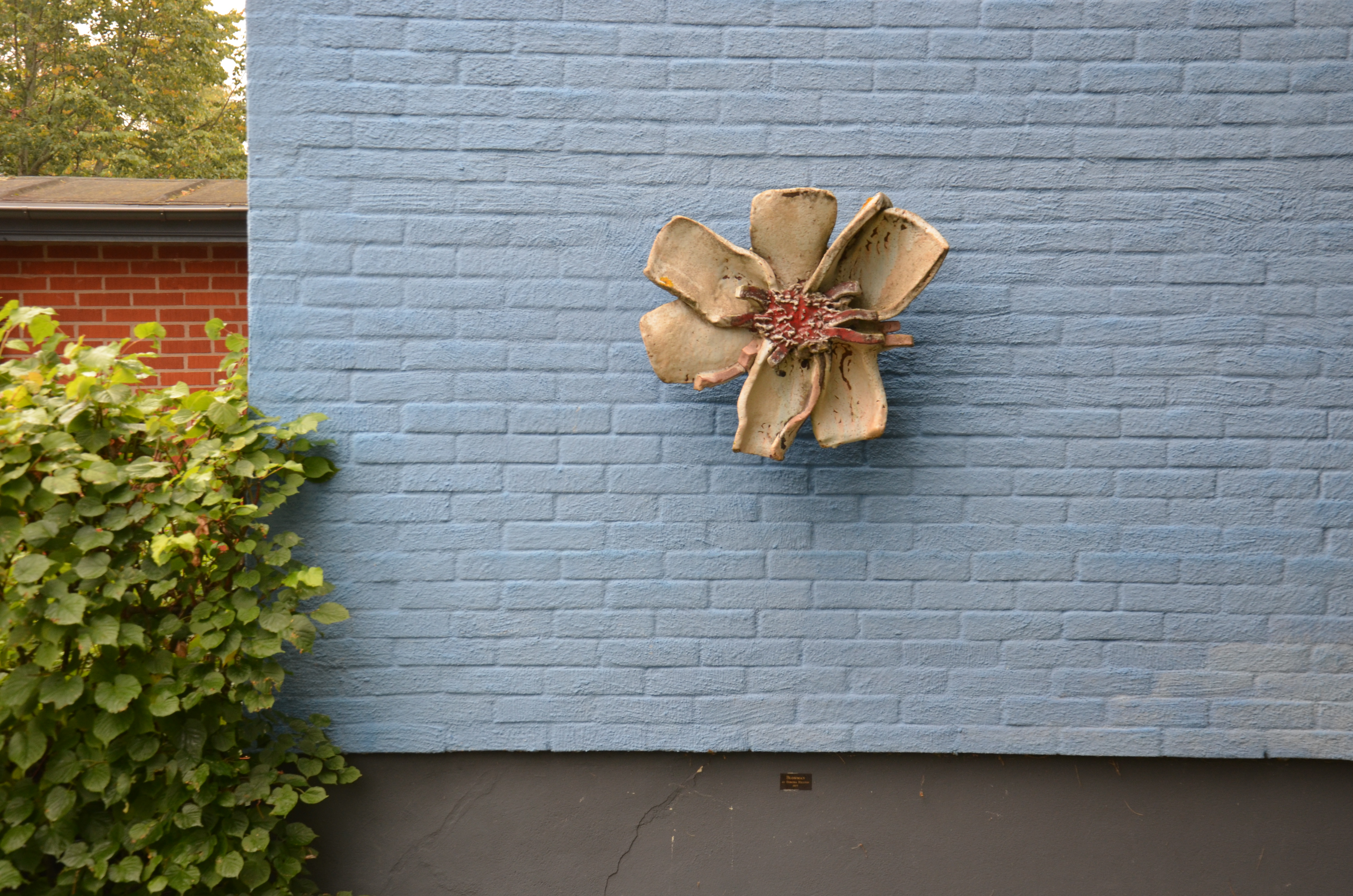
Blomman av Hertha Hillfon
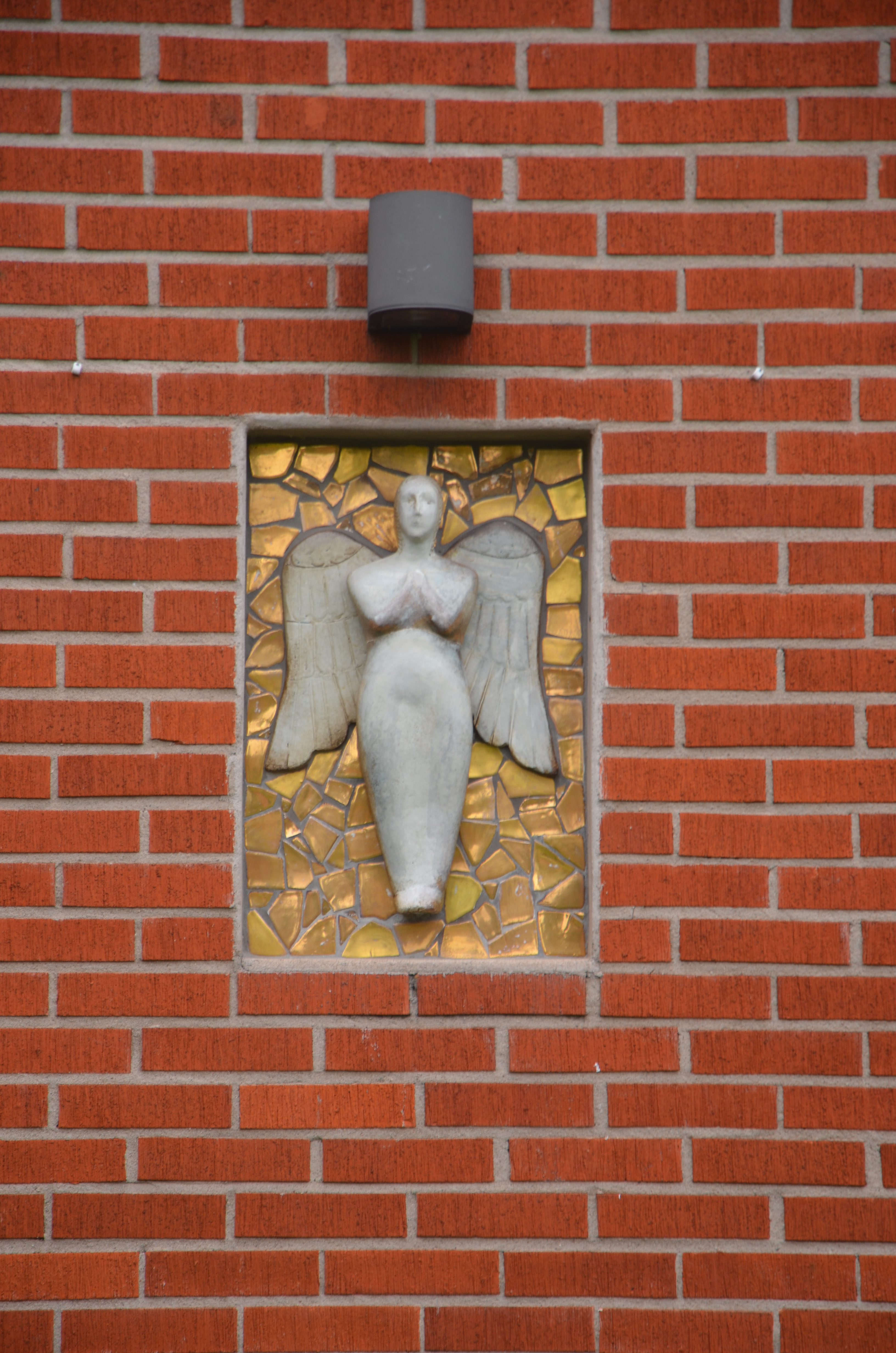
Bysantinsk ängel av Lisa Larson
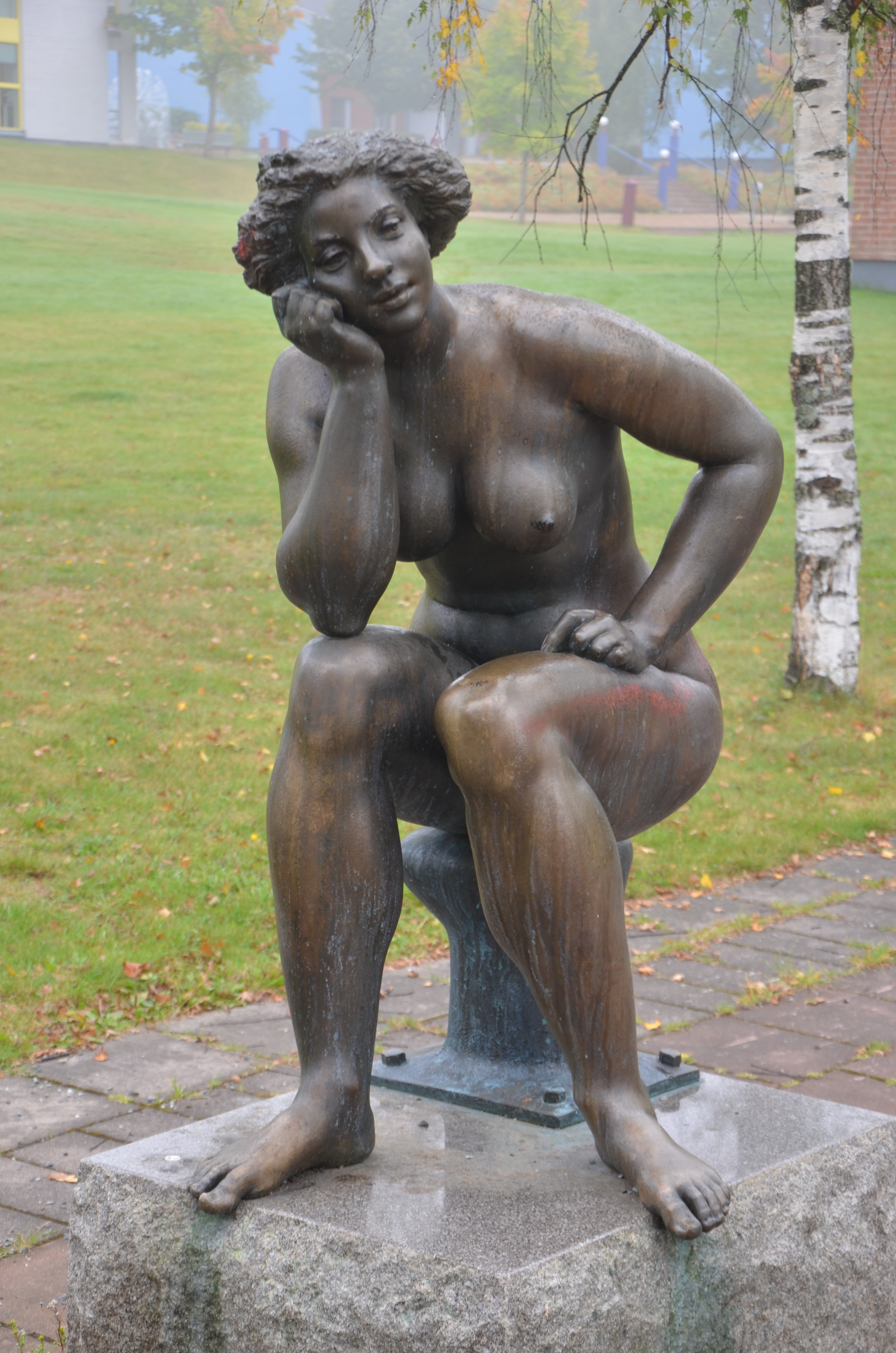
Meditation av Peter Linde
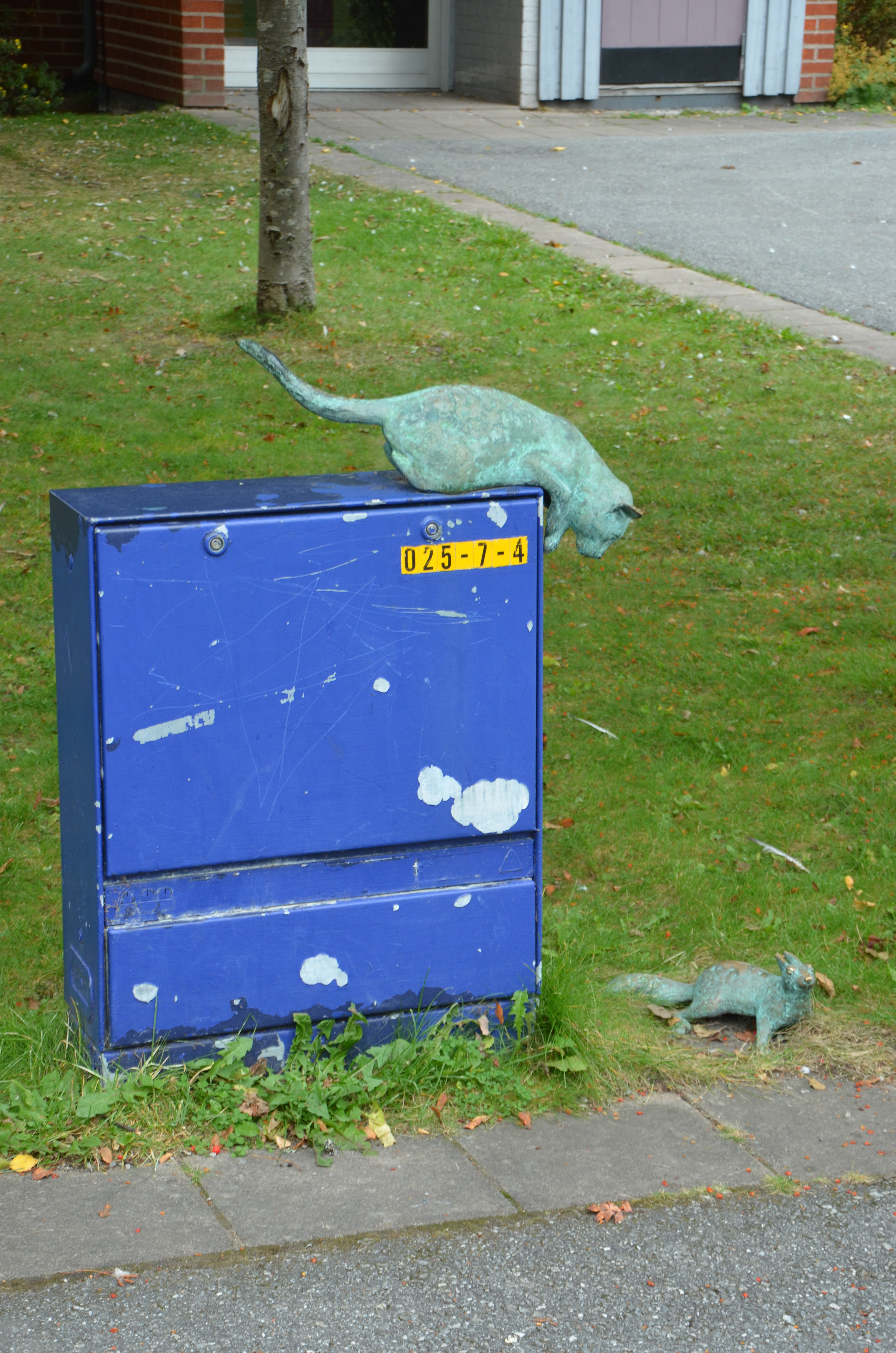
Katt av Aline Magnusson
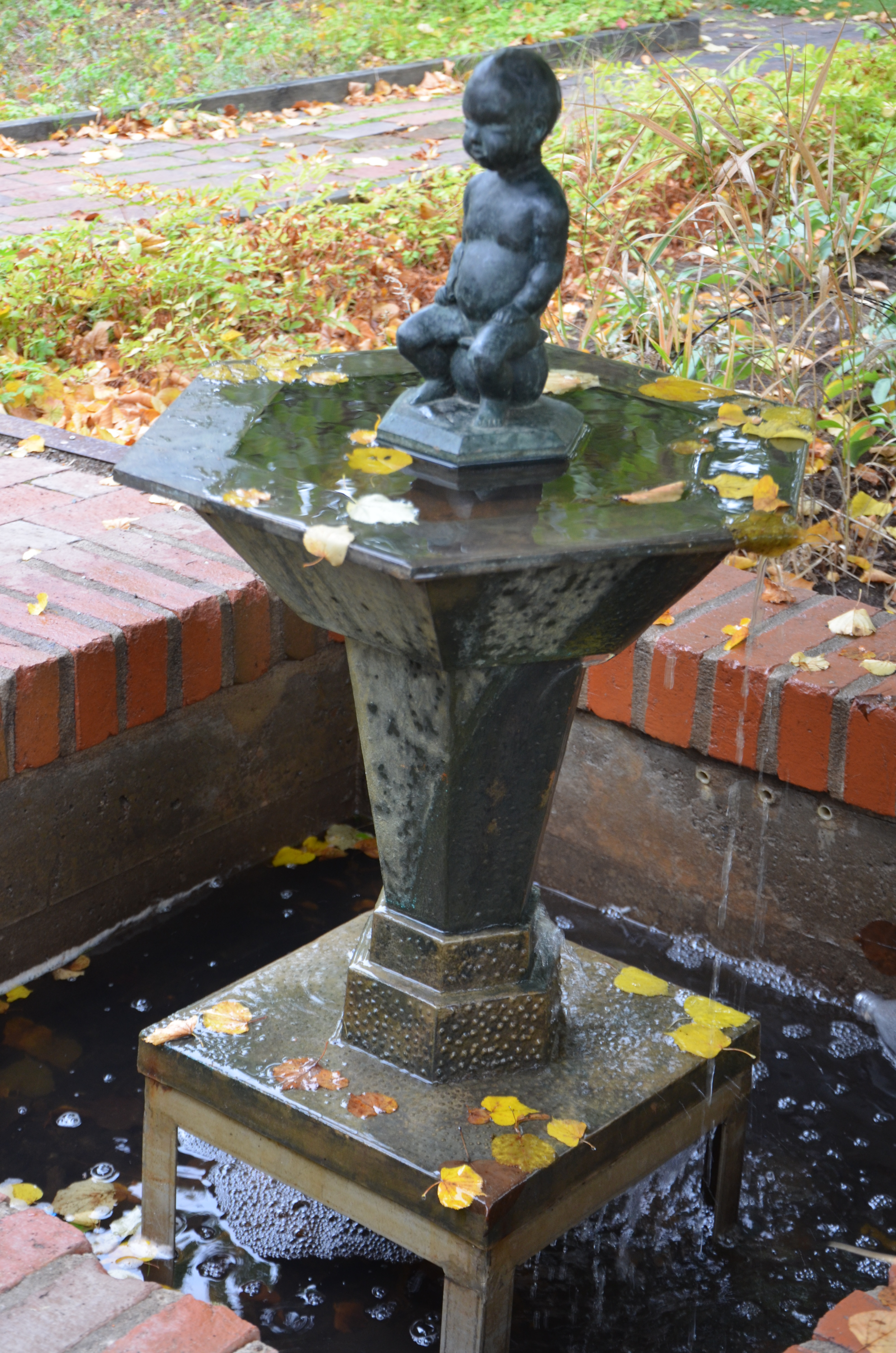
Kerub av Anna Molander
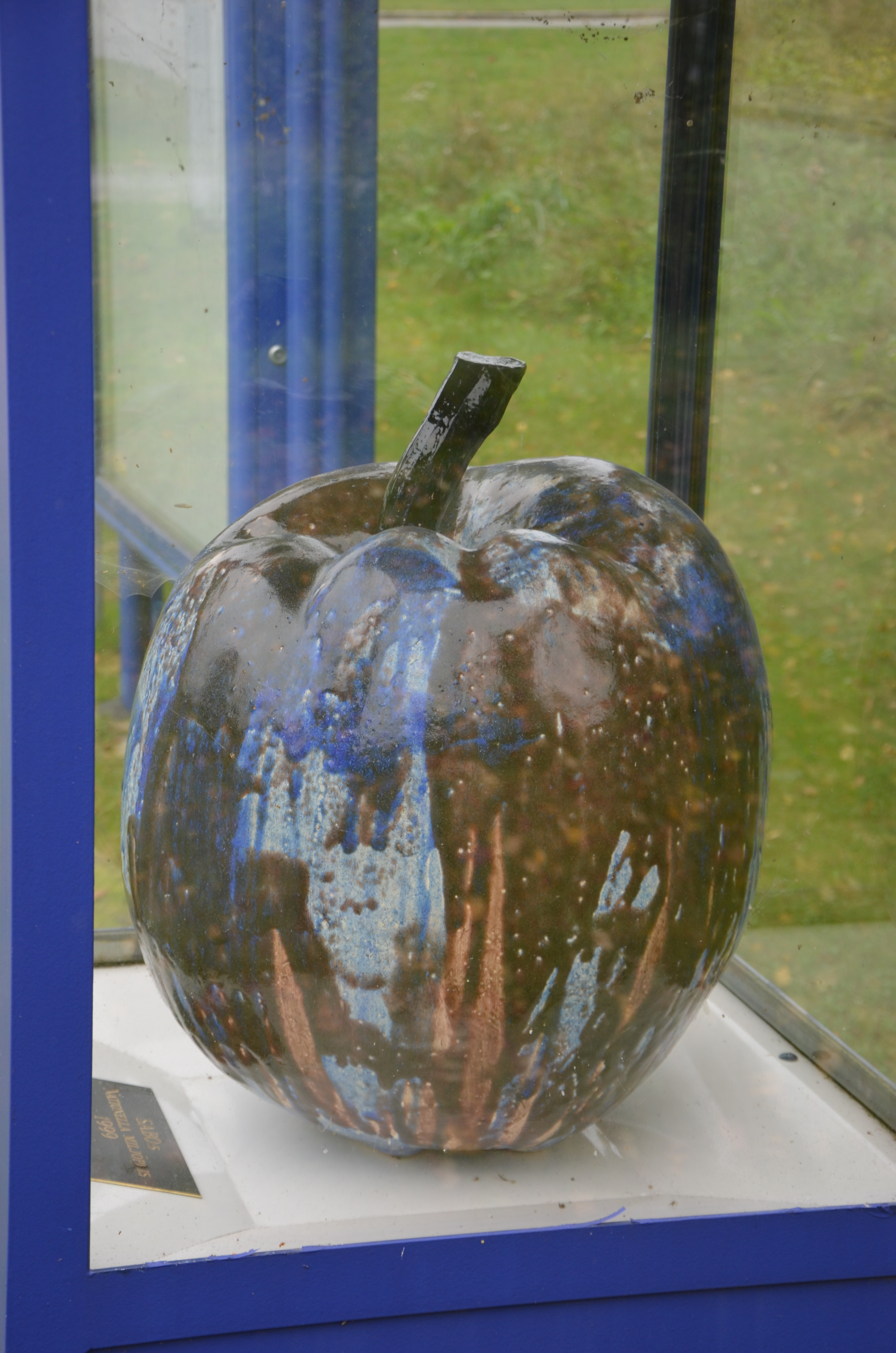
SABO:s nationella miljöpris 1999 till Hällefors Bostads AB, utformat av Gösta Grähs
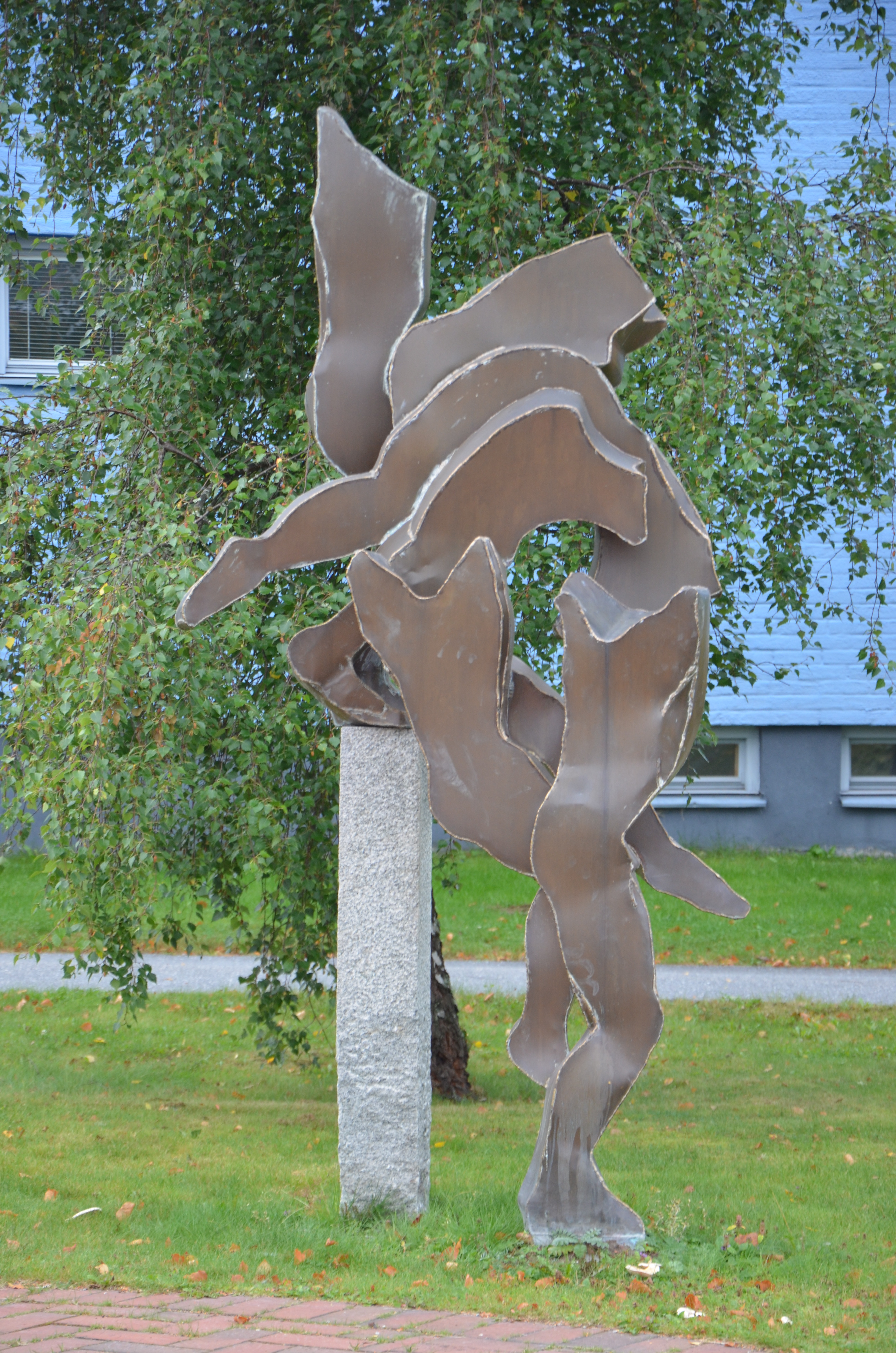
Skulptur vid torget i Polstjärnan